# Екологічна геоморфологія
Екологічна геоморфологія, екогеоморфологія — напрям прикладної геоморфології, який вивчає рельєф, його походження, вік та еволюцію, процеси рельєфоутворення, аналізує прямі й зворотні зв'язки рельєфу з усіма компонентами навколишнього середовища з метою оптимізації умов життєдіяльності людини. У структурі екогеоморфології виділяють теоретичну та прикладну (конструктивну) складові. 